# Neleothymus curvatus
Neleothymus curvatus là một loài tò vò trong họ Ichneumonidae.